# 劳动镇 (马边县)
劳动镇，原为劳动乡，是中华人民共和国四川省乐山市马边彝族自治县下辖的一个乡镇级行政单位。2020年5月，撤销石梁乡、劳动乡，设立劳动镇，以原石梁乡和原劳动乡以及下溪镇龙沱沟村、珍珠桥村所属行政区域为劳动镇的行政区域。

## 行政区划
劳动镇下辖以下地区：
柏香村、金星村、笆子房村、先锋村、福来村、柏林村和红椿村，永宁村、永和村、团结村和高峰村，龙沱沟村、珍珠桥村。